# ماوريسيو دوك نونيز
ماوريسيو دوك نونيز هو سياسي مكسيكي، ولد في 25 يوليو 1973 في ولاية فيراكروز في المكسيك. نشط حزبياً في حزب العمل الوطني. وقد انتخب عضو مجلس النواب المكسيك ‏.